# Zeria rhodesiana
Zeria rhodesiana är en spindeldjursart som först beskrevs av Hirst 1911.  Zeria rhodesiana ingår i släktet Zeria och familjen Solpugidae. Inga underarter finns listade i Catalogue of Life.